# عدي عبوشي

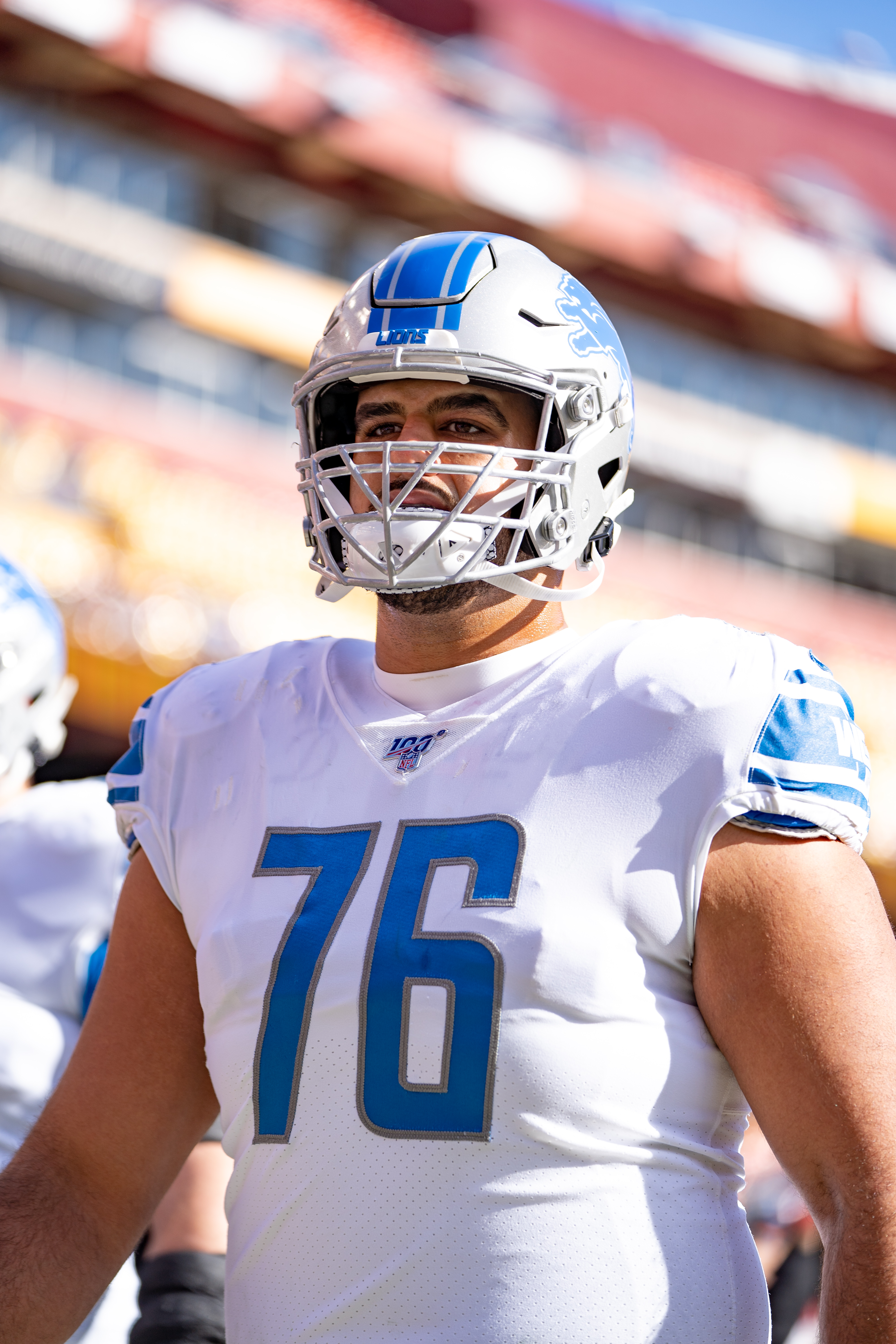
عدي عبوشي

عدي عبوشي (1991-) هو لاعب كرة قدم أمريكي سابق من أصل فلسطيني، ولد في 5 يونيو 1991 في حي سَنست بارك بمدينة بروكلين الواقعة في نيويورك. لعب في مركز الحارس الهجومي في دوري كرة القدم الأمريكية بين عامي 2013 و2022. يعتبر عبوشي من اوائل اللاعبين الأمريكيين من أصول فلسطينية الذين شاركوا في الدوري.

## النشأة والتعليم
ولد عبوشي في بروكلين لعائلة فلسطينية، هاجر والداه من حي بيت حنينا في القدس إلى الولايات المتحدة. التحق بمدرسة Xaverian الثانوية في بروكلين، حيث كان عضوًا في فريق كرة القدم بالمدرسة.
التحق عبوشي بجامعة فيرجينيا، حيث لعب مع فريق كافالييرز في مركز الحارس الهجومي. حصل على تكريم الفريق الأول في مؤتمر الساحل الأطلسي عام 2012.

## مسيرته الرياضية
تم اختياره في الجولة الخامسة من مسودة اتحاد كرة القدم الأميركي لعام 2013. من قبل فريق نيويورك جيتس، ليصبح بذلك من أوائل اللاعبين الفلسطينيين الأمريكيين في تاريخ الدوري. لعب خلال مسيرته مع عدة فرق في الدوري، منها: 
- نيويورك جيتس (2013-2015)
- هيوستن تكساس (2015-2016)
- سايتل سيهوكس 2017)
- أوكلاند رايدرز (2018)
- أريزونا كاردينالز (2018)
- ديترويت ليونز (2019-2020)
- لوس انجلوس تشارجرز (2021)
- لوس أنجبوس رامز (2022)

## حياته الشخصية
ينتمي عبوشي إلى عائلة كبيرة، فهو التاسع من بين عشرة أبناء. تعمل إحدى شقيقاته طبيبة جراحة، وأخرى ممرضة، بينما يعمل شقيقه طبيباً. يتحدث عدي اللغتين الإنجليزية والعربية بطلاقة. هو لاعب مسلم ويلتزم بالصيام خلال شهر رمضان، حتى أثناء المعسكرات التدريبية الجامعية. في عام 2011 كرّمته وزارة الخارجية الأمريكية، في عام 2014 شارك مع الجمعية الطبية الإسلامية لأمريكا الشمالية. 